# Zavikon Island
Zavikon Island är en ö i Kanada.   Den ligger i provinsen Ontario, i den sydöstra delen av landet, 120 km söder om huvudstaden Ottawa.
Runt Zavikon Island är det glesbefolkat, med 16 invånare per kvadratkilometer.